# Даугавпилска епархија
Даугавпилска епархија (рус. Даугавпилсская епархия) епархија је Летонске православне цркве под јурисдикцијом Руске православне цркве.
Надлежни архијереј је епископ Александар (Матрењин), а сједиште епархије се налази у Даугавпилсу.

## Историјат
Даугавпилска епархија је образована одлуком Светог синода Руске православне цркве од 12. марта 2013. Припадају јој парохије у сљедећим летонским рејонима: Балвском, Гулбенском, Даугавпилском, Екабпилском, Краславском, Ливанском, Лудзенском, Мадонском, Прејљском и Резекњенском.
Епархија има три намјесништва (благочинија): Мадонско, Резекњенско и Даугавпилско.
Данас, Летонска православна црква поред Даугавпилске епархије има још и Ришку епархију.